# Rienzi (Mississippi)
Rienzi è una città (town) degli Stati Uniti d'America, situata nella contea di Alcorn, nello Stato del Mississippi.